# Владислав II (князь Чехии)
Владисла́в II (чеш. Vladislav II./I.; около 1110 — 18 января 1174) — князь Чехии с 1140 года, в 1158—1172 годах — король Чехии (как Владисла́в I), старший сын чешского князя Владислава I и Риксы фон Берг. Пытался усилить свою власть с помощью германских императоров Конрада III и Фридриха I Барбароссы.

## Биография

### Правление
Пока в Чехии правил его дядя, князь Собеслав I, Владислав не имел никаких перспектив на престол. В итоге он в 1133 году был вынужден уехать в Баварию, вероятно к родственникам.
Всё изменилось в 1140 году, когда умер Собеслав. Несмотря на то, что двумя годами ранее преемником Собеслава императором Лотарем II был утверждён его сын Владислав, король Германии Конрад III в апреле утвердил новым князем Владислава II, сына Владислава I. При этом в очередной раз был нарушен старый чешский закон о наследовании, по которому князем должен был стать князь Конрад II Зноемский. Вероятно на выбор повлияло то, что Владислав II недавно женился на Гертруде фон Бабенберг, дочери маркграфа Австрии Леопольда III Святого и Агнессы Немецкой, матери Конрада III.
Новый князь столкнулся с оппозицией своей власти в Чехии. В 1142 году восстали моравские князья Конрад II Зноемский, Вратислав II Брненский и Оттон III Детлеб, несмотря на уговоры епископа Оломоуца Генриха (Йиндржиха) Здика, сторонника Владислава II. В итоге епископ Генрих был изгнан из своей епархии, а Владислав 22 апреля 1142 года разбит около города Высока. Восставшие осадили Прагу, в которой была жена Владислава, Гертруда, а также его младший брат Депольт. Владислав же отправился в Германию к Конраду III, который помог своему шурину вернуть княжество и удержаться на престоле.
К 1147 году ситуация в Чехии окончательно нормализовалась, поэтому Владислав II смог принять участие во Втором крестовом походе, сопровождая короля Конрада III. Однако он добрался только до Константинополя, после чего повернул обратно. Его обратная дорога пролегала через Киев и Краков.
Первая жена Владислава умерла в 1150 году. Через 3 года он женился вторично — на Ютте Тюрингской, сестре ландграфа Тюрингии Людвига II, который был женат на сестре императора Фридриха I Барбароссы, который наследовал Конраду III в управлении Священной Римской империей в 1152 году.

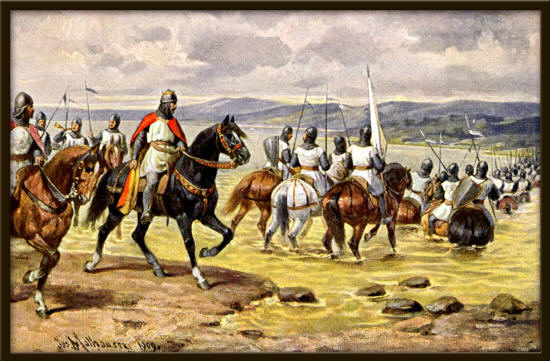
Йозеф Матхаузер Король Владислав II переправляется через реку Адду

Благодаря дружбе с Фридрихом Барбароссой, а также за обещание участвовать в его итальянских походах, 11 января 1158 года в Регенсбурге Владислав был коронован королевской короной, став вторым королём Чехии после своего деда Вратислава II. Однако титул Владиславу сделать наследственным не удалось. Ещё ранее, в 1156 году, Владислав получил Верхнюю Лужицу.
Владислав сопровождал императора в Милан, где 8 сентября состоялось второе празднование его коронации. Владислав был последовательным союзником Фридриха Барбароссы. Владислав отправлял свои войска для участия в итальянских походах императора в 1161, 1162 и 1167 годах. Возглавляли их брат Владислава Депольт и старший сын Фридрих (Бедржих).
Постепенно Владиславу удалось получить под свой контроль и Моравию. После смерти князя Вратислава II в 1156 году он получил Брненское княжество. В 1160 году умер князь Оттон III, после чего Владислав присоединил и Оломоуцкое княжество. При этом Собеслава, сына покойного князя Собеслава I, который потребовал княжества для себя, он заключил в тюрьму. А после смерти Конрада II он подчинил и Зноемское княжество.
В 1158 году Владислав II провозгласил себя королём Чехии под именем Владислав I. Он также изменил внешний вид королевского герба - теперь его украсил серебряный лев на красном поле, сменивший герб Пржемысловичей - черного орла на серебряном щите.
После смерти короля Gejza II. († 1162) Фридрих Барбаросса назначил Владислава вмешательства в соседней Венгрии. На троне здесь, несмотря на оппозицию со стороны своего дяди Стивен IV. Он присоединился Стивен, Gejzův несовершеннолетний сын. Византийский император Мануил I Комнин в поддержку Стивена IV., Муж его племянницы Марии Комнин, вытащил границу Дунай. Год 1164 вступил чехов большой грабеж на территории Венгрии и встретился с византийских церквей, Владислав защитил Стивен III. и принцип первородства.Борьба с византийцами не произошло, Мануэль отступил через Дунай и Владислав добился признания Стивена III. Бела получил от своего брата длительного отказа от судьбы и внучка чешский король Елена (дочь Фридриха) был женат на родственнице императора. [26]
В 1163 году от имени императора Владислав совершил поход в Венгрию. Там он женил своего сына Святополка на сестре короля Иштвана III. Также Владислав имел дипломатические контакты с императором Византии Мануилом I Комнином.
В 1167 году умер главный советник Владислава, епископ Праги Даниэль I. После этого отношения с императором Фридрихом Барбароссой быстро испортились. Поспособствовало этому то, что в 1168 году архиепископом Зальцбурга за большую денежную сумму был выбран сын Владислава Войтех (Адальберт), при этом на это не было дано согласие императора.
Желая обеспечить преемственность правления, Владислав в 1172 году отрёкся от престола в пользу старшего сына Фридриха. Однако уже в 1173 году Фридрих был смещён, на его место император назначил Собеслава II, сына Собеслава I.
Владислав с семьёй был вынужден отправиться в изгнанию в Тюрингию, где жили родственники его жены. Там он и умер 18 января 1174 года. Тело Владислава было похоронено в Мейсенском соборе, однако в 1176 году его тело было перезахоронено в храме Вознесения Девы Марии в Страговском монастыре в Праге.
За время правления Владислава было основано много монастырей в Чехии, том числе Страговский, Плаский, Помукский, Желивский, Доксанский. Кроме того, в 1172 году был построен первый каменный мост в Чехии — Юдитин мост через Влтаву около Пражского замка, названный в честь второй жены Владислава, королевы Юдит.

### Брак и дети
1-я жена: с 1140 Гертруда фон Бабенберг (1120 — 4/5 августа 1150), дочь маркграфа Австрии Леопольда III Святого и Агнессы Немецкой. Дети:
- Фридрих (Бедржих) (ум. 25 марта 1189), князь Чехии 1172—1173, 1178—1189, князь Оломоуца 1169—1172
- Агнесса (Анежка) (ум. 7 июня 1228), аббатиса монастыря Святого Георга в Праге в 1224
- Святополк (ум. после 15 октября 1169)
- Войтех (Адальберт) (ум. апрель 1203), архиепископ Зальцбурга 1168—1174, 1183—1203
- дочь; муж: Ярослав Изяславич (ок. 1132—1180), князь туровский 1146, новгородский 1148—1154, луцкий 1157—1178, великий князь киевский 1174—1175

2-я жена: с 1153 Ютта Тюрингская (ум. 9 сентября после 1174), дочь ландграфа Тюрингии Людвига I и Гедвиги фон Гуденсберг. Дети:
- Пржемысл Оттокар I (1155/1170 — 15 декабря 1230), князь Чехии 1192—1193, 1197—1198, король Чехии с 1198
- Владислав Генрих (Йиндржих) (ум. 12 августа 1222), маркграф Моравии 1193—1194, 1197—1222, князь Чехии 22 июля — 6 декабря 1197
- Рикса (ум. 19 апреля 1182); муж: с 1177 Генрих Австрийский Старший (1158 — 31 августа 1223), герцог Мёдлинга